# NGC 5295
NGC 5295 (również PGC 48215) – galaktyka eliptyczna (E-S0), znajdująca się w gwiazdozbiorze Żyrafy. Odkrył ją William Herschel 20 grudnia 1797 roku.